# Монтескью-Фезенсак, Робер де
Граф Мари Жозеф Робер Анатоль де Монтескью-Фезансак (фр. Marie Joseph Robert Anatole de Montesquiou-Fézensac, 7 марта 1855, Париж — 11 декабря 1921, Ментона) — французский писатель, денди, коллекционер, библиофил и покровитель искусств, характерная фигура конца века. Двоюродный брат графини Греффюль. Бронзовый призёр Олимпийских игр 1900 года.

## Биография
Принадлежал к старинному гасконскому роду, происходящему от средневековых властителей графства Фезансак. Сын Тьерри де Монтескью-Фезенсака (1824—1904), внук адъютанта императора Наполеона во время похода в Россию Анатоля де Монтескью-Фезенсака (1788—1878), правнук великого камергера (должность) императора Наполеона Пьера де Монтескью-Фезенсака (1764—1834), праправнук принявшего революцию военачальника Анн-Пьера де Монтескью-Фезансака (1741—1798).
Автор нескольких стихотворных сборников, трёх романов, мемуарных книг, остался в истории образцом эстетизма как стиля жизни.
Монтескью вызывал как резкое неприятие, так и страстное поклонение. Объект многочисленных литературных поношений (в частности — в стихах Пьера Луис). Стал прототипом:
- Дезэссента в романе Гюисманса «Наоборот» (1884),
- графа де Мюзаре в «Господине де Фокасе» Жана Лоррена (1901),
- барона де Шарлю в романе Пруста «В поисках утраченного времени» (1913—1927)[2][3].

Граф был знаком с Барбе д’Оревильи и Эдмоном Гонкуром, Уильямом Моррисом и Генри Джеймсом, сражался на дуэли с Анри де Ренье (был легко ранен в руку). В круг его общения входили Сара Бернар, Ида Рубинштейн, Гюстав Моро, Уистлер (написавший в 1892 г. его портрет), Джон Сарджент, Джованни Больдини, Антонио де ла Гандара, Октав Мирбо, Марсель Пруст, Габриеле д’Аннунцио, Луиза Казати, Мадлен Лемер и др.
Поддерживал Верлена и Малларме в поэзии, Дебюсси и Форе в музыке, Поля Эллё в живописи. В отличие от критиков Монтескью, по словам Марселя Пруста, он был «учителем красоты» целого поколения.
Несмотря на дружеские отношения со множеством женщин, в личной жизни Монтескью влекли представители своего пола. В 1885 году он встретил аргентинца Габриэля де Итурри (1864—1905), который стал его секретарём, другом и любовником на двадцать лет. В 1908 году, после смерти Итурри от диабета, секретарём Монтескью становится Анри Пинар, которому граф завещал все немногие активы, оставшиеся после его смерти, включая свою последнюю резиденцию, знаменитый Palais Rose du Vésinet (Дворец роз), расположенный в Ле-Везине, Ивелин.
Робер де Монтескью умер в Ментоне в 1921 году и был похоронен вместе с Габриэлем де Итурри на кладбище Гонар в Версале. С подробной хронологией жизни Робера де Монтескью можно ознакомиться на сайте университета Нейпервилл, Канада.

## Публикации на русском языке
- [Стихи] // Поэзия французского символизма. — М.: Изд-во МГУ, 1993. — С. 133—134.

## Литература

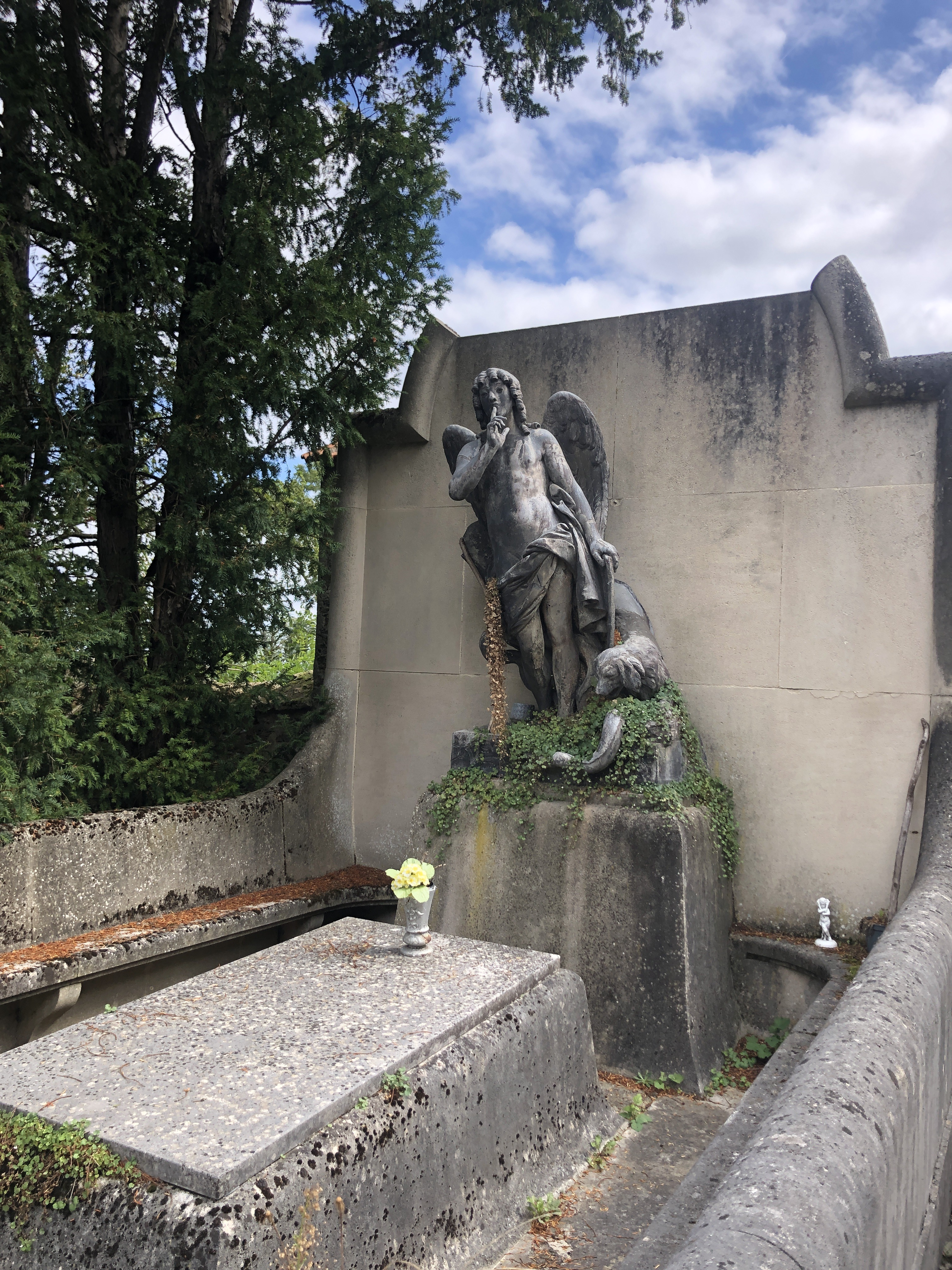
Могила